# Колобановская улица
Колобановская улица — улица в Красносельском районе Санкт-Петербурга на территории  Горелово. Соединяет Красносельское шоссе и улицу Коммунаров. Протяжённость — 487 м.

## История
Название присвоено в 2006 году в память о танкисте Колобанове.

## География
Улица проложена в направлении с востока на запад. Ширина улицы 4 метра или 2 полосы движения.

## Транспорт
- Ж/д платформа Горелово (1995 м)
- Бесплатная развозки до гипермаркетов «ОКей» и «Лента».

На примыкании с Красносельским шоссе:
- Автобусы: 20, 81, 145, 145Б, 145Э, 147, 165, 181, 245, 345, 481, 482, 482В, 484, 487, 546, 632, 632А, 639А
- Маршрутные такси: 105А, 631, 650Б, 650В

## Примыкает
С запада на восток:
- Красносельское шоссе
- улица Коммунаров